# Pterobrimus depressus
Pterobrimus depressus ist die einzige Art der Gattung Pterobrimus der Gespenstschrecken-Familie Heteropterygidae.

## Merkmale
Die Weibchen erreichen eine Länge von 35 mm. Die Männchen werden 25 mm lang. Damit gehört die Art neben Tisamenus hebardi zu den kleinsten Obrimini. Morphologisch ähneln die Tiere insgesamt den Vertretern der Gattung Tisamenus, unterscheiden sich aber unter anderem durch die kleinen, schuppenförmigen, rudimentären Elytren in beiden Geschlechtern. Pterobrimus depressus ist durch deren Vorhandensein neben der vollständig geflügelten Miroceramia westwoodii die einzige beschriebene Obriminae-Art mit Flügeln bzw. Flügelresten. Mit Tisamenus gemeinsam hat Pterobrimus die großen, seitlich abgeflachten vorderen Stacheln auf dem Vorderrand des Pronotums und das angedeutete Dreieck auf der Oberseite des Mesonotums. Neben den Pronatalstacheln auf dem Pronotum gibt es lediglich einige, bei den Männchen größere Stacheln auf dem Kopf. Die Körperform erinnert etwas an die von flachen Tisamenus-Vertretern wie Tisamenus deplanatus, deren Artname wie der von Pterobrimus depressus die zusammengedrückt erscheinende Körperform schon andeutet. Das Abdomen der Weibchen endet in dem für Obrimini typischen, sekundären Ovipositor. Dieser Legestachel wird dorsal aus der Supraanalplatte (auch Epiproct genannt) gebildet und ist bei Pterobrimus depressus untypisch für die Obrimini an der Spitze gezähnt. Das erste Glied der Fühler, der Scapus, weist einen apikalen Außenstachel auf, der sonst so nur bei den Vertretern der Unterfamilie Dataminae zu finden ist.

## Vorkommen
Bereits von Josef Redtenbacher wurde in der Erstbeschreibung Fidschi als Typuslokalität erwähnt. Da dieser Fundort weit östlich des Verbreitungsgebietes der übrigen Heteropterygidae liegt, wurde gelegentlich das Vorkommen dort und damit die Typuslokalität in Frage gestellt. Ein von Daniel Otte in der Provinz Naitasiri auf Viti Levu gesammeltes Exemplar bestätigte schließlich die Fidschi-Inseln als Heimat dieser endemischen Art.

## Systematik
Pterobrimus depressus wurde 1906 von Redtenbacher in der eigens für diese Art aufgestellten Gattung Pterobrimus beschrieben. Während sich der Artname auf die flache, zusammengedrückte Körperform der Art bezieht, ist der Gattungsname eine Kombination aus „Ptero“ für altgriechisch πτερόν pterón „Flügel“ und „Obrimus“. Redtenbacher wählt diesen Namen wegen der rudimentären Flügel und der schon von ihm erkannten Nähe der Gattung zu Obrimus oder genauer zur Tribus Obrimini, in welcher er die Art platziert. Er nennt die Gattung einen Übergang zwischen Heterocopus und Tisamenus und beschrieb beide Geschlechter anhand von Tieren aus dem Zoologischen Museum Hamburg. Von den genannten Tieren ist dort ein beschädigtes, als Syntypus klassifiziertes Männchen auffindbar. Ein ebenfalls stark beschädigter weiblicher Syntypus ist im Naturhistorischen Museum Wien deponiert.
Die Zugehörigkeit der Gattung zu den Obrimini wurde schon sehr früh angezweifelt. So vermuten James Abram Garfield Rehn und sein Sohn John William Holman Rehn, dass die Gattung in eine andere Tribus gehöre. Die in Frage kommenden Triben wurden 2004 von Oliver Zompro in den Status eigenen Unterfamilien erhoben. Die Gattung Pterobrimus stellt er in die von ihm aufgestellte Tribus Eubulidini innerhalb der Obriminae. Frank H. Hennemann et al. synonymisierten diese Tribus und stellten die Gattung in die von ihnen aufgestellte Tribus Tisamenini. Sarah Bank et al. konnten in einer, auf Genanalysen basierende Untersuchung zur Ausbreitung der Heteropterygidae die Verwandtschaftsverhältnisse innerhalb der Familie klären. Sie synonymisierten die Tisamenini und bestätigten die Zuordnung von Redtenbacher zu den Obrimini ebenso wie die von ihm angegebene Typuslokalität anhand jüngerer Funde. Als Schwestergattung wurde die vollgeflügelte Miroceramia ermittelt. Beide Gattungen bilden gemeinsam eine Schwesterklade zu allen anderen Obrimini. In der näheren Verwandtschaft befindet sich auch die von Redtenbacher genannte Gattung Tisamenus. Die monotypische Gattung Heterocopus war nicht Teil dieser Untersuchung.